# 바투미주

바투미주의 문장

바투미주(러시아어: Батумская область)는 1878년부터 1918년까지 존재했던 러시아 제국의 주로 주도는 바투미이며 면적은 6,952km2, 인구는 142,032명(1897년 당시 기준)이다. 현재의 조지아 남서부에 걸쳐 있었다.

## 같이 보기
- 산스테파노 조약
- 베를린 조약 (1878년)